# Isla San Lorenzo
Isla San Lorenzo är en ö i Mexiko.   Den ligger i delstaten Baja California, i den nordvästra delen av landet, 1 700 km nordväst om huvudstaden Mexico City. Arean är 33 kvadratkilometer.
Terrängen på Isla San Lorenzo är lite kuperad. Öns högsta punkt är 477 meter över havet. Den sträcker sig 11,4 kilometer i nord-sydlig riktning, och 13,7 kilometer i öst-västlig riktning.